# Lüthi und Blanc/Episodenliste
Diese Episodenliste enthält alle Episoden der Schweizer TV-Soap Lüthi und Blanc, sortiert nach der Deutschschweizer Erstausstrahlung. Die Fernsehserie umfasst acht Staffeln mit 288 Episoden.

## Übersicht
| Staffel | Episodenanzahl | Erstausstrahlung Deutschschweiz | Erstausstrahlung Deutschschweiz |
| Staffel | Episodenanzahl | Staffelpremiere                 | Staffelfinale                   |
| ------- | -------------- | ------------------------------- | ------------------------------- |
| 1       | 26             | 10. Oktober 1999                | 26. März 2000                   |
| 2       | 43             | 27. August 2000                 | 1. Juli 2001                    |
| 3       | 32             | 14. Oktober 2001                | 19. Mai 2002                    |
| 4       | 39             | 25. August 2002                 | 18. Mai 2003                    |
| 5       | 38             | 31. August 2003                 | 16. Mai 2004                    |
| 6       | 38             | 29. August 2004                 | 16. Mai 2005                    |
| 7       | 36             | 28. August 2005                 | 14. Mai 2006                    |
| 8       | 36             | 27. August 2006                 | 13. Mai 2007                    |

## Staffel 1
Die Erstausstrahlung der ersten Staffel wurde vom 10. Oktober 1999 bis zum 26. März 2000 auf dem Deutschschweizer Sender SF 1 gesendet.
| Nr. (ges.) | Nr. (St.) | Originaltitel      | Erstausstrahlung CH | Regie           | Drehbuch       |
| ---------- | --------- | ------------------ | ------------------- | --------------- | -------------- |
| 1          | 1         | Johannas Heimkehr  | 10. Okt. 1999       | Ralph Bridle    | Katja Früh     |
| 2          | 2         | Der neue Schwarm   | 10. Okt. 1999       | Ralph Bridle    | Katja Früh     |
| 3          | 3         | Das Geschenk       | 17. Okt. 1999       | Ralph Bridle    | Katja Früh     |
| 4          | 4         | Adel verpflichtet  | 24. Okt. 1999       | Ralph Bridle    | Katja Früh     |
| 5          | 5         | Der Strohmann      | 31. Okt. 1999       | Ralph Bridle    | Katja Früh     |
| 6          | 6         | Termin in Paris    | 7. Nov. 1999        | Ralph Bridle    | Katja Früh     |
| 7          | 7         | Notfall            | 14. Nov. 1999       | Ralph Bridle    | Katja Früh     |
| 8          | 8         | Die Entscheidung   | 21. Nov. 1999       | Ralph Bridle    | Katja Früh     |
| 9          | 9         | Fricks Preis       | 28. Nov. 1999       | Ralph Bridle    | Katja Früh     |
| 10         | 10        | Die heisse Spur    | 5. Dez. 1999        | Ralph Bridle    | Katja Früh     |
| 11         | 11        | Bauernopfer        | 12. Dez. 1999       | Ralph Bridle    | Katja Früh     |
| 12         | 12        | Der Verdacht       | 19. Dez. 1999       | Ralph Bridle    | Gaby Schaedler |
| 13         | 13        | Frohe Weihnacht    | 26. Dez. 1999       | Ralph Bridle    | Christa Capaul |
| 14         | 14        | Steve sieht rot    | 2. Jan. 2000        | Ralph Bridle    | Katja Früh     |
| 15         | 15        | Der neue Job       | 9. Jan. 2000        | Ralph Bridle    | Katja Früh     |
| 16         | 16        | Die Abreise        | 16. Jan. 2000       | Ralph Bridle    | Katja Früh     |
| 17         | 17        | Der Schock         | 23. Jan. 2000       | Tobias Ineichen | Katja Früh     |
| 18         | 18        | Miranda            | 30. Jan. 2000       | Tobias Ineichen | Katja Früh     |
| 19         | 19        | Eine heile Familie | 6. Feb. 2000        | Tobias Ineichen | Katja Früh     |
| 20         | 20        | Lucky macht ernst  | 13. Feb. 2000       | Tobias Ineichen | Katja Früh     |
| 21         | 21        | In letzter Minute  | 20. Feb. 2000       | Tobias Ineichen | Katja Früh     |
| 22         | 22        | Die beste Medizin  | 27. Feb. 2000       | Tobias Ineichen | Katja Früh     |
| 23         | 23        | Tessiner Fest      | 5. März 2000        | Tobias Ineichen | Gaby Schaedler |
| 24         | 24        | Der Vater          | 12. März 2000       | Tobias Ineichen | Christa Capaul |
| 25         | 25        | Martins Geheimnis  | 19. März 2000       | Tobias Ineichen | Christa Capaul |
| 26         | 26        | Krieg              | 26. März 2000       | Tobias Ineichen | Katja Früh     |

## Staffel 2
Die Erstausstrahlung der zweiten Staffel wurde vom 27. August 2000 bis zum 1. Juli 2001 auf dem Deutschschweizer Sender SF 1 gesendet.
| Nr. (ges.) | Nr. (St.) | Originaltitel           | Erstausstrahlung CH | Regie           | Drehbuch       |
| ---------- | --------- | ----------------------- | ------------------- | --------------- | -------------- |
| 27         | 1         | Der neue Boss           | 27. Aug. 2000       | Markus Fischer  | Katja Früh     |
| 28         | 2         | Verführungskünste       | 3. Sep. 2000        | Markus Fischer  | Katja Früh     |
| 29         | 3         | Julia hat genug         | 10. Sep. 2000       | Markus Fischer  | Katja Früh     |
| 30         | 4         | Männerspiele            | 17. Sep. 2000       | Markus Fischer  | Katja Früh     |
| 31         | 5         | Johannas Rache          | 24. Sep. 2000       | Markus Fischer  | Christa Capaul |
| 32         | 6         | Doppelspiel             | 1. Okt. 2000        | Markus Fischer  | Christa Capaul |
| 33         | 7         | Unsterbliche Liebe      | 8. Okt. 2000        | Markus Fischer  | Katja Früh     |
| 34         | 8         | Katzenjammer            | 15. Okt. 2000       | Markus Fischer  | Katja Früh     |
| 35         | 9         | Goldrausch              | 22. Okt. 2000       | Markus Fischer  | Katja Früh     |
| 36         | 10        | Baby Blues              | 29. Okt. 2000       | Markus Fischer  | Katja Früh     |
| 37         | 11        | Kuppelei                | 5. Nov. 2000        | Tobias Ineichen | Katja Früh     |
| 38         | 12        | Liebesqualen            | 12. Nov. 2000       | Tobias Ineichen | Christa Capaul |
| 39         | 13        | Sabotage                | 19. Nov. 2000       | Tobias Ineichen | Christa Capaul |
| 40         | 14        | Der Verdacht            | 26. Nov. 2000       | Tobias Ineichen | Christa Capaul |
| 41         | 15        | Auf der Flucht          | 3. Dez. 2000        | Tobias Ineichen | Katja Früh     |
| 42         | 16        | Herzflattern            | 10. Dez. 2000       | Tobias Ineichen | Katja Früh     |
| 43         | 17        | Unbefleckte Empfängnis  | 17. Dez. 2000       | Tobias Ineichen | Katja Früh     |
| 44         | 18        | Vergeben und vergessen  | 7. Jan. 2001        | Tobias Ineichen | Christa Capaul |
| 45         | 19        | Die Nacht               | 14. Jan. 2001       | Tobias Ineichen | Christa Capaul |
| 46         | 20        | Schuldgefühle           | 21. Jan. 2001       | Tobias Ineichen | Katja Früh     |
| 47         | 21        | China ruft              | 28. Jan. 2001       | Bernard Weber   | Katja Früh     |
| 48         | 22        | Warten auf Maja         | 4. Feb. 2001        | Bernard Weber   | Katja Früh     |
| 49         | 23        | Goldener Käfig          | 11. Feb. 2001       | Bernard Weber   | Katja Früh     |
| 50         | 24        | Amors Pfeil             | 18. Feb. 2001       | Bernard Weber   | Katja Früh     |
| 51         | 25        | Hoher Besuch            | 25. Feb. 2001       | Bernard Weber   | Christa Capaul |
| 52         | 26        | Verbotene Liebe         | 4. März 2001        | Bernard Weber   | Christa Capaul |
| 53         | 27        | Schweres Geständnis     | 11. März 2001       | Bernard Weber   | Christa Capaul |
| 54         | 28        | Wiener Charme           | 18. März 2001       | Bernard Weber   | Christa Capaul |
| 55         | 29        | Funkstille              | 25. März 2001       | Bernard Weber   | Christa Capaul |
| 56         | 30        | Panik                   | 1. Apr. 2001        | Bernard Weber   | Christa Capaul |
| 57         | 31        | Honigmond               | 8. Apr. 2001        | Walter Weber    | Katja Früh     |
| 58         | 32        | Mamma mia               | 15. Apr. 2001       | Walter Weber    | Katja Früh     |
| 59         | 33        | Freund oder Feind?      | 22. Apr. 2001       | Walter Weber    | Katja Früh     |
| 60         | 34        | In der Falle            | 29. Apr. 2001       | Walter Weber    | Katja Früh     |
| 61         | 35        | Hahnenkämpfe            | 6. Mai 2001         | Walter Weber    | Katja Früh     |
| 62         | 36        | Der fröhliche Büsser    | 13. Mai 2001        | Walter Weber    | Christa Capaul |
| 63         | 37        | Der eingebildete Kranke | 20. Mai 2001        | Walter Weber    | Christa Capaul |
| 64         | 38        | Letzte Chance           | 27. Mai 2001        | Walter Weber    | Christa Capaul |
| 65         | 39        | Vollkommen verrückt     | 3. Juni 2001        | Walter Weber    | Christa Capaul |
| 66         | 40        | Eifersucht              | 10. Juni 2001       | Markus Fischer  | Katja Früh     |
| 67         | 41        | Ausser Kontrolle        | 17. Juni 2001       | Markus Fischer  | Katja Früh     |
| 68         | 42        | Auf und davon           | 24. Juni 2001       | Markus Fischer  | Katja Früh     |
| 69         | 43        | Auf der Klippe          | 1. Juli 2001        | Markus Fischer  | Katja Früh     |

## Staffel 3
Die Erstausstrahlung der dritten Staffel wurde vom 14. Oktober 2001 bis zum 19. Mai 2002 auf dem Deutschschweizer Sender SF 1 gesendet.
| Nr. (ges.) | Nr. (St.) | Originaltitel         | Erstausstrahlung CH | Regie           | Drehbuch       |
| ---------- | --------- | --------------------- | ------------------- | --------------- | -------------- |
| 70         | 1         | Ich kämpfe um dich    | 14. Okt. 2001       | Markus Fischer  | Katja Früh     |
| 71         | 2         | Mafiahelden           | 21. Okt. 2001       | Markus Fischer  | Katja Früh     |
| 72         | 3         | Kinderjagd            | 28. Okt. 2001       | Markus Fischer  | Katja Früh     |
| 73         | 4         | Mordverdacht          | 4. Nov. 2001        | Markus Fischer  | Christa Capaul |
| 74         | 5         | Ohne Ausweg           | 11. Nov. 2001       | Markus Fischer  | Christa Capaul |
| 75         | 6         | Blutiger Auftrag      | 18. Nov. 2001       | Markus Fischer  | Daniel Howald  |
| 76         | 7         | Das Geständnis        | 25. Nov. 2001       | Jean-Luc Wey    | Daniel Howald  |
| 77         | 8         | Ausgetrickst          | 2. Dez. 2001        | Jean-Luc Wey    | Daniel Howald  |
| 78         | 9         | Sturzgeburt           | 9. Dez. 2001        | Jean-Luc Wey    | Daniel Howald  |
| 79         | 10        | Millionenloch         | 16. Dez. 2001       | Jean-Luc Wey    | Daniel Howald  |
| 80         | 11        | Stille Nacht          | 23. Dez. 2001       | Jean-Luc Wey    | Katja Früh     |
| 81         | 12        | Silvesterbombe        | 30. Dez. 2001       | Jean-Luc Wey    | Katja Früh     |
| 82         | 13        | Computerzauber        | 6. Jan. 2002        | Jean-Luc Wey    | Katja Früh     |
| 83         | 14        | Kampf um Benjamin     | 13. Jan. 2002       | Jean-Luc Wey    | Katja Früh     |
| 84         | 15        | Auferstehung          | 20. Jan. 2002       | Jean-Luc Wey    | Katja Früh     |
| 85         | 16        | Fröhlicher Abschied   | 27. Jan. 2002       | Jean-Luc Wey    | Christa Capaul |
| 86         | 17        | Das letzte Wort       | 3. Feb. 2002        | Jean-Luc Wey    | Christa Capaul |
| 87         | 18        | Das Vermächtnis       | 10. Feb. 2002       | Stephan Schmuki | Daniel Howald  |
| 88         | 19        | Kampf ums Schloss     | 17. Feb. 2002       | Stephan Schmuki | Daniel Howald  |
| 89         | 20        | Teufelspakt           | 24. Feb. 2002       | Stephan Schmuki | Katja Früh     |
| 90         | 21        | Feuer und Asche       | 3. März 2002        | Stephan Schmuki | Katja Früh     |
| 91         | 22        | Tante Esther          | 10. März 2002       | Stephan Schmuki | Katja Früh     |
| 92         | 23        | Die schöne Russin     | 17. März 2002       | Stephan Schmuki | Christa Capaul |
| 93         | 24        | Bodyguard             | 24. März 2002       | Stephan Schmuki | Christa Capaul |
| 94         | 25        | Alles oder nichts     | 31. März 2002       | Stephan Schmuki | Daniel Howald  |
| 95         | 26        | Schuld und Sühne      | 7. Apr. 2002        | Stephan Schmuki | Daniel Howald  |
| 96         | 27        | Das schwarze Schaf    | 14. Apr. 2002       | Stephan Schmuki | Daniel Howald  |
| 97         | 28        | Fusionitis            | 21. Apr. 2002       | Stephan Schmuki | Katja Früh     |
| 98         | 29        | Herz und Schmerz      | 28. Apr. 2002       | Walter Weber    | Katja Früh     |
| 99         | 30        | Schmutziges Geld      | 5. Mai 2002         | Walter Weber    | Katja Früh     |
| 100        | 31        | Verpasste Gelegenheit | 12. Mai 2002        | Walter Weber    | Katja Früh     |
| 101        | 32        | Kurzschluss           | 19. Mai 2002        | Walter Weber    | Katja Früh     |

## Staffel 4
Die Erstausstrahlung der vierten Staffel wurde vom 25. August 2002 bis zum 18. Mai 2003 auf dem Deutschschweizer Sender SF 1 gesendet.
| Nr. (ges.) | Nr. (St.) | Originaltitel           | Erstausstrahlung CH | Regie           | Drehbuch                     |
| ---------- | --------- | ----------------------- | ------------------- | --------------- | ---------------------------- |
| 102        | 1         | Um ein Haar             | 25. Aug. 2002       | Walter Weber    | Christa Capaul               |
| 103        | 2         | Latin Lover             | 1. Sep. 2002        | Walter Weber    | Christa Capaul               |
| 104        | 3         | Kleine Ausreisserin     | 8. Sep. 2002        | Walter Weber    | Christa Capaul               |
| 105        | 4         | Die Macht der Liebe     | 15. Sep. 2002       | Walter Weber    | Christa Capaul               |
| 106        | 5         | Catherines Triumph      | 22. Sep. 2002       | Walter Weber    | Daniel Howald                |
| 107        | 6         | Süsse Verführung        | 29. Sep. 2002       | Walter Weber    | Daniel Howald                |
| 108        | 7         | Sieg!                   | 6. Okt. 2002        | Ralph Bridle    | Daniel Howald, Katja Früh    |
| 109        | 8         | Frauenpower             | 13. Okt. 2002       | Ralph Bridle    | Daniel Howald, Katja Früh    |
| 110        | 9         | Der Guru                | 20. Okt. 2002       | Ralph Bridle    | Walo Deuber, Katja Früh      |
| 111        | 10        | Die Bombe               | 27. Okt. 2002       | Ralph Bridle    | Walo Deuber, Katja Früh      |
| 112        | 11        | Rosen für Maja          | 3. Nov. 2002        | Ralph Bridle    | Christof Vorster, Katja Früh |
| 113        | 12        | In der Höhle des Löwen  | 10. Nov. 2002       | Ralph Bridle    | Christa Capaul, Katja Früh   |
| 114        | 13        | Romeo und Julia         | 17. Nov. 2002       | Ralph Bridle    | Christa Capaul               |
| 115        | 14        | Bittgang                | 24. Nov. 2002       | Ralph Bridle    | Katja Früh                   |
| 116        | 15        | Alex hilft              | 1. Dez. 2002        | Ralph Bridle    | Katja Früh                   |
| 117        | 16        | Himmel und Hölle        | 8. Dez. 2002        | Ralph Bridle    | Katja Früh                   |
| 118        | 17        | Auf Leben und Tod       | 15. Dez. 2002       | Ralph Bridle    | Katja Früh                   |
| 119        | 18        | Auf Messers Schneide    | 22. Dez. 2002       | Urs Bernhard    | Katja Früh                   |
| 120        | 19        | Der alte Bauer          | 29. Dez. 2002       | Urs Bernhard    | Katja Früh                   |
| 121        | 20        | Im Rollstuhl            | 5. Jan. 2003        | Urs Bernhard    | Katja Früh                   |
| 122        | 21        | Alles wird gut          | 12. Jan. 2003       | Urs Bernhard    | Katja Früh                   |
| 123        | 22        | Verzockt                | 19. Jan. 2003       | Urs Bernhard    | Katja Früh                   |
| 124        | 23        | Das Diplom              | 26. Jan. 2003       | Urs Bernhard    | Katja Früh                   |
| 125        | 24        | Inspektor Schwarz       | 2. Feb. 2003        | Urs Bernhard    | Daniel Howald, Katja Früh    |
| 126        | 25        | Die Frau vom Amt        | 9. Feb. 2003        | Urs Bernhard    | Daniel Howald, Katja Früh    |
| 127        | 26        | Verliebt und verfeindet | 16. Feb. 2003       | Urs Bernhard    | Christa Capaul               |
| 128        | 27        | Lügenmärchen            | 23. Feb. 2003       | Urs Bernhard    | Christa Capaul               |
| 129        | 28        | Vor dem Abgrund         | 2. März 2003        | Urs Bernhard    | Markus Fischer, Katja Früh   |
| 130        | 29        | Blind Date              | 9. März 2003        | Stephan Schmuki | Markus Fischer, Katja Früh   |
| 131        | 30        | Körperkunst             | 16. März 2003       | Stephan Schmuki | Markus Fischer, Katja Früh   |
| 132        | 31        | Herzschlag              | 23. März 2003       | Stephan Schmuki | Markus Fischer, Katja Früh   |
| 133        | 32        | Rock gegen Rechts       | 30. März 2003       | Stephan Schmuki | Daniel Howald, Katja Früh    |
| 134        | 33        | Medizinische Affäre     | 6. Apr. 2003        | Stephan Schmuki | Daniel Howald, Katja Früh    |
| 135        | 34        | Das Spiel ist aus       | 13. Apr. 2003       | Stephan Schmuki | Daniel Howald, Katja Früh    |
| 136        | 35        | Spenden macht froh      | 20. Apr. 2003       | Stephan Schmuki | Daniel Howald, Katja Früh    |
| 137        | 36        | Kniefall                | 27. Apr. 2003       | Stephan Schmuki | Christof Vorster, Katja Früh |
| 138        | 37        | Russische Blüten        | 4. Mai 2003         | Stephan Schmuki | Christof Vorster, Katja Früh |
| 139        | 38        | Wolf im Schafspelz      | 11. Mai 2003        | Stephan Schmuki | Katja Früh                   |
| 140        | 39        | Im Schoss der Familie   | 18. Mai 2003        | Stephan Schmuki | Katja Früh                   |

## Staffel 5
Die Erstausstrahlung der fünften Staffel wurde vom 31. August 2003 bis zum 16. Mai 2004 auf dem Deutschschweizer Sender SF 1 gesendet.
| Nr. (ges.) | Nr. (St.) | Originaltitel             | Erstausstrahlung CH | Regie             | Drehbuch                  |
| ---------- | --------- | ------------------------- | ------------------- | ----------------- | ------------------------- |
| 141        | 1         | Der Haken                 | 31. Aug. 2003       | Tobias Ineichen   | Daniel Howald, Katja Früh |
| 142        | 2         | Die Bombenstory           | 7. Sep. 2003        | Tobias Ineichen   | Daniel Howald, Katja Früh |
| 143        | 3         | Unwiderstehliches Angebot | 14. Sep. 2003       | Tobias Ineichen   | Daniel Howald, Katja Früh |
| 144        | 4         | Am Ende der Geduld        | 21. Sep. 2003       | Tobias Ineichen   | Daniel Howald, Katja Früh |
| 145        | 5         | Falscher Adel             | 28. Sep. 2003       | Tobias Ineichen   | Katja Früh                |
| 146        | 6         | Seniorentango             | 5. Okt. 2003        | Tobias Ineichen   | Katja Früh                |
| 147        | 7         | Ein grosses Herz          | 12. Okt. 2003       | Tobias Ineichen   | Katja Früh                |
| 148        | 8         | Millionenrausch           | 19. Okt. 2003       | Tobias Ineichen   | Katja Früh                |
| 149        | 9         | Rettender Engel           | 26. Okt. 2003       | Tobias Ineichen   | Katja Früh                |
| 150        | 10        | Bitterer Abschied         | 2. Nov. 2003        | Urs Bernhard      | Katja Früh                |
| 151        | 11        | Alte Wunden               | 9. Nov. 2003        | Urs Bernhard      | Daniel Howald, Katja Früh |
| 152        | 12        | Verzweifelt gesucht       | 16. Nov. 2003       | Urs Bernhard      | Daniel Howald, Katja Früh |
| 153        | 13        | Members only              | 23. Nov. 2003       | Urs Bernhard      | Daniel Howald, Katja Früh |
| 154        | 14        | Die Seelenretter          | 30. Nov. 2003       | Urs Bernhard      | Katja Früh, Marcel Gisler |
| 155        | 15        | Klausenkampf              | 7. Dez. 2003        | Urs Bernhard      | Katja Früh, Marcel Gisler |
| 156        | 16        | Griechischer Wein         | 14. Dez. 2003       | Urs Bernhard      | Katja Früh                |
| 157        | 17        | Schöne Bescherung         | 21. Dez. 2003       | Urs Bernhard      | Katja Früh                |
| 158        | 18        | Das Kuhkonzert            | 28. Dez. 2003       | Urs Bernhard      | Katja Früh                |
| 159        | 19        | Mädchentraum              | 4. Jan. 2004        | Stephan Schmuki   | Marcel Gisler, Katja Früh |
| 160        | 20        | Bingo                     | 11. Jan. 2004       | Stephan Schmuki   | Marcel Gisler, Katja Früh |
| 161        | 21        | Der Knüller               | 18. Jan. 2004       | Stephan Schmuki   | Marcel Gisler, Katja Früh |
| 162        | 22        | Boulevard                 | 25. Jan. 2004       | Stephan Schmuki   | Katja Früh                |
| 163        | 23        | Das Ehrenamt              | 1. Feb. 2004        | Stephan Schmuki   | Katja Früh                |
| 164        | 24        | Heisse Bilder             | 8. Feb. 2004        | Stephan Schmuki   | Katja Früh                |
| 165        | 25        | Tag der Wahrheit          | 15. Feb. 2004       | Stephan Schmuki   | Daniel Howald, Katja Früh |
| 166        | 26        | Das letzte Lied           | 22. Feb. 2004       | Stephan Schmuki   | Daniel Howald, Katja Früh |
| 167        | 27        | Tödlicher Fund            | 29. Feb. 2004       | Stephan Schmuki   | Daniel Howald, Katja Früh |
| 168        | 28        | Moderausch                | 7. März 2004        | Stephan Schmuki   | Daniel Howald, Katja Früh |
| 169        | 29        | Alte Sünden               | 14. März 2004       | Sarah Derendinger | Katja Früh                |
| 170        | 30        | Verschmäht                | 21. März 2004       | Sarah Derendinger | Katja Früh                |
| 171        | 31        | Blutige Hände             | 28. März 2004       | Sarah Derendinger | Christa Capaul            |
| 172        | 32        | Lampenfieber              | 4. Apr. 2004        | Sarah Derendinger | Marcel Gisler, Katja Früh |
| 173        | 33        | Verseucht                 | 11. Apr. 2004       | Sarah Derendinger | Marcel Gisler, Katja Früh |
| 174        | 34        | Die Zeugin in Gefahr      | 18. Apr. 2004       | Sarah Derendinger | Marcel Gisler, Katja Früh |
| 175        | 35        | Im siebten Himmel         | 25. Apr. 2004       | Sarah Derendinger | Daniel Howald, Katja Früh |
| 176        | 36        | Hoffnungsschimmer         | 2. Mai 2004         | Sarah Derendinger | Daniel Howald, Katja Früh |
| 177        | 37        | Im Rampenlicht            | 9. Mai 2004         | Sarah Derendinger | Daniel Howald, Katja Früh |
| 178        | 38        | Todsichere Anlage         | 16. Mai 2004        | Sarah Derendinger | Daniel Howald, Katja Früh |

## Staffel 6
Die Erstausstrahlung der sechsten Staffel wurde vom 29. August 2004 bis zum 16. Mai 2005 auf dem Deutschschweizer Sender SF 1 gesendet.
| Nr. (ges.) | Nr. (St.) | Originaltitel            | Erstausstrahlung CH | Regie           | Drehbuch                  |
| ---------- | --------- | ------------------------ | ------------------- | --------------- | ------------------------- |
| 179        | 1         | Kassensturz              | 29. Aug. 2004       | Sabine Boss     | Eva Vitija, Katja Früh    |
| 180        | 2         | Heimatlos                | 5. Sep. 2004        | Sabine Boss     | Eva Vitija, Katja Früh    |
| 181        | 3         | Aufs Land                | 12. Sep. 2004       | Sabine Boss     | Marcel Gisler, Katja Früh |
| 182        | 4         | Hilfe vom Feind          | 19. Sep. 2004       | Sabine Boss     | Marcel Gisler, Katja Früh |
| 183        | 5         | Der gute Onkel           | 26. Sep. 2004       | Sabine Boss     | Marcel Gisler             |
| 184        | 6         | Die verlorene Tochter    | 3. Okt. 2004        | Sabine Boss     | Daniel Howald             |
| 185        | 7         | Die Macht des Geldes     | 10. Okt. 2004       | Sabine Boss     | Daniel Howald, Katja Früh |
| 186        | 8         | Versöhnung im Regen      | 17. Okt. 2004       | Sabine Boss     | Daniel Howald             |
| 187        | 9         | Schöne Aussichten        | 24. Okt. 2004       | Sabine Boss     | Christa Capaul            |
| 188        | 10        | Schreckliche Wahrheit    | 31. Okt. 2004       | Urs Bernhard    | Christa Capaul            |
| 189        | 11        | Lügengeschichten         | 7. Nov. 2004        | Urs Bernhard    | Marcel Gisler             |
| 190        | 12        | Gnadenbrot               | 14. Nov. 2004       | Urs Bernhard    | Marcel Gisler, Katja Früh |
| 191        | 13        | Angst um Thomas          | 21. Nov. 2004       | Urs Bernhard    | Marcel Gisler             |
| 192        | 14        | Liebeskomplott           | 28. Nov. 2004       | Urs Bernhard    | Eva Vitija                |
| 193        | 15        | Die Eröffnung            | 5. Dez. 2004        | Urs Bernhard    | Eva Vitija                |
| 194        | 16        | Die Enthüllung           | 12. Dez. 2004       | Urs Bernhard    | Daniel Howald             |
| 195        | 17        | In Handschellen          | 19. Dez. 2004       | Urs Bernhard    | Daniel Howald             |
| 196        | 18        | Ein Himmel voller Geigen | 26. Dez. 2004       | Urs Bernhard    | Daniel Howald, Katja Früh |
| 197        | 19        | Spielverderberin         | 2. Jan. 2005        | Stephan Schmuki | Marcel Gisler, Katja Früh |
| 198        | 20        | Letzte Hoffnung          | 9. Jan. 2005        | Stephan Schmuki | Marcel Gisler, Katja Früh |
| 199        | 21        | Aus tiefster Schuld      | 16. Jan. 2005       | Stephan Schmuki | Katja Früh                |
| 200        | 22        | Freispiel                | 23. Jan. 2005       | Stephan Schmuki | Katja Früh                |
| 201        | 23        | Frauenkampf              | 30. Jan. 2005       | Stephan Schmuki | Daniel Howald, Katja Früh |
| 202        | 24        | Amtsschimmel             | 6. Feb. 2005        | Stephan Schmuki | Daniel Howald, Katja Früh |
| 203        | 25        | Lisbeths Coup            | 13. Feb. 2005       | Stephan Schmuki | Daniel Howald, Katja Früh |
| 204        | 26        | Tamaras Geheimnis        | 20. Feb. 2005       | Stephan Schmuki | Eva Vitija                |
| 205        | 27        | Busse tun                | 27. Feb. 2005       | Stephan Schmuki | Eva Vitija                |
| 206        | 28        | Böse Catherine           | 6. März 2005        | Stephan Schmuki | Eva Vitija                |
| 207        | 29        | Hart auf hart            | 13. März 2005       | Hans Liechti    | Marcel Gisler             |
| 208        | 30        | Sauber-Mann              | 20. März 2005       | Hans Liechti    | Marcel Gisler             |
| 209        | 31        | Osterbesuch              | 28. März 2005       | Hans Liechti    | Katja Früh                |
| 210        | 32        | Kampf der Geschlechter   | 3. Apr. 2005        | Hans Liechti    | Katja Früh                |
| 211        | 33        | Flucht aufs Land         | 10. Apr. 2005       | Hans Liechti    | Christa Capaul            |
| 212        | 34        | Tantra                   | 17. Apr. 2005       | Hans Liechti    | Daniel Howald             |
| 213        | 35        | Venus im Pelz            | 24. Apr. 2005       | Hans Liechti    | Daniel Howald             |
| 214        | 36        | Späte Reue               | 1. Mai 2005         | Hans Liechti    | Daniel Howald             |
| 215        | 37        | Scheidungspoker          | 8. Mai 2005         | Hans Liechti    | Eva Vitija                |
| 216        | 38        | Sturmangriff             | 16. Mai 2005        | Hans Liechti    | Eva Vitija                |

## Staffel 7
Die Erstausstrahlung der siebten Staffel wurde vom 28. August 2005 bis zum 14. Mai 2006 auf dem Deutschschweizer Sender SF 1 gesendet.
| Nr. (ges.) | Nr. (St.) | Originaltitel           | Erstausstrahlung CH | Regie             | Drehbuch                  |
| ---------- | --------- | ----------------------- | ------------------- | ----------------- | ------------------------- |
| 217        | 1         | Herz aus Gold           | 28. Aug. 2005       | Sarah Derendinger | Katja Früh, Renata Münzel |
| 218        | 2         | Überraschung in Paris   | 4. Sep. 2005        | Sarah Derendinger | Katja Früh, Renata Münzel |
| 219        | 3         | Der liebe Onkel         | 11. Sep. 2005       | Sarah Derendinger | Katja Früh, Marcel Gisler |
| 220        | 4         | Der Riss                | 18. Sep. 2005       | Sarah Derendinger | Katja Früh, Marcel Gisler |
| 221        | 5         | Hochzeitsparty          | 25. Sep. 2005       | Sarah Derendinger | Katja Früh, Daniel Howald |
| 222        | 6         | Duell im Casino         | 2. Okt. 2005        | Sarah Derendinger | Katja Früh, Daniel Howald |
| 223        | 7         | Eigentor                | 9. Okt. 2005        | Sarah Derendinger | Katja Früh, Daniel Howald |
| 224        | 8         | Rien ne va plus         | 16. Okt. 2005       | Sarah Derendinger | Katja Früh                |
| 225        | 9         | Ganz unten              | 23. Okt. 2005       | Sarah Derendinger | Katja Früh                |
| 226        | 10        | Fatale Verstrickung     | 30. Okt. 2005       | Ralph Bridle      | Katja Früh, Daniel Howald |
| 227        | 11        | Die Nachbarin           | 6. Nov. 2005        | Ralph Bridle      | Katja Früh, Daniel Howald |
| 228        | 12        | Teufelskreis            | 13. Nov. 2005       | Ralph Bridle      | Katja Früh, Daniel Howald |
| 229        | 13        | Der König stürzt        | 20. Nov. 2005       | Ralph Bridle      | Katja Früh                |
| 230        | 14        | Verbotene Früchte       | 27. Nov. 2005       | Ralph Bridle      | Katja Früh, Eva Vitija    |
| 231        | 15        | Der heilige Ulrich      | 4. Dez. 2005        | Ralph Bridle      | Katja Früh                |
| 232        | 16        | Schmutzige Finger       | 11. Dez. 2005       | Ralph Bridle      | Katja Früh                |
| 233        | 17        | Für dumm verkauft       | 18. Dez. 2005       | Ralph Bridle      | Katja Früh                |
| 234        | 18        | Auf der Couch           | 8. Jan. 2006        | Ralph Bridle      | Katja Früh, Marcel Gisler |
| 235        | 19        | Alte Liebe rostet nicht | 15. Jan. 2006       | Hans Liechti      | Katja Früh, Marcel Gisler |
| 236        | 20        | Ein süsses Geheimnis    | 22. Jan. 2006       | Hans Liechti      | Katja Früh, Marcel Gisler |
| 237        | 21        | Geständnis in Not       | 29. Jan. 2006       | Hans Liechti      | Katja Früh                |
| 238        | 22        | Im Rausch der Gefühle   | 5. Feb. 2006        | Hans Liechti      | Katja Früh                |
| 239        | 23        | Dicke Post              | 12. Feb. 2006       | Hans Liechti      | Katja Früh                |
| 240        | 24        | Die liebe Familie       | 19. Feb. 2006       | Hans Liechti      | Katja Früh                |
| 241        | 25        | Kopf an Kopf            | 26. Feb. 2006       | Hans Liechti      | Katja Früh, Daniel Howald |
| 242        | 26        | Ménage à trois          | 5. März 2006        | Hans Liechti      | Katja Früh, Daniel Howald |
| 243        | 27        | Bittere Wahrheit        | 12. März 2006       | Hans Liechti      | Katja Früh, Daniel Howald |
| 244        | 28        | Gnadenlose Tochter      | 19. März 2006       | Sabine Boss       | Katja Früh, Eva Vitija    |
| 245        | 29        | Die Verschwörung        | 26. März 2006       | Sabine Boss       | Katja Früh, Eva Vitija    |
| 246        | 30        | Glamour in der Bar      | 2. Apr. 2006        | Sabine Boss       | Katja Früh, Marcel Gisler |
| 247        | 31        | Der Handschlag          | 9. Apr. 2006        | Sabine Boss       | Katja Früh, Marcel Gisler |
| 248        | 32        | Spiel mit dem Feuer     | 17. Apr. 2006       | Sabine Boss       | Katja Früh, Daniel Howald |
| 249        | 33        | Gefährlicher Sex        | 23. Apr. 2006       | Sabine Boss       | Katja Früh, Daniel Howald |
| 250        | 34        | Hiobsbotschaft          | 30. Apr. 2006       | Sabine Boss       | Katja Früh                |
| 251        | 35        | Gehörnt                 | 7. Mai 2006         | Sabine Boss       | Katja Früh                |
| 252        | 36        | Kranke Liebe            | 14. Mai 2006        | Sabine Boss       | Katja Früh                |

## Staffel 8
Die Erstausstrahlung der achten Staffel wurde vom 27. August 2006 bis zum 13. Mai 2007 auf dem Deutschschweizer Sender SF 1 gesendet.
| Nr. (ges.) | Nr. (St.) | Originaltitel          | Erstausstrahlung CH | Regie           | Drehbuch                  |
| ---------- | --------- | ---------------------- | ------------------- | --------------- | ------------------------- |
| 253        | 1         | Zurück ins Heim        | 27. Aug. 2006       | Bernard Weber   | Katja Früh, Daniel Howald |
| 254        | 2         | Der geheilte Mann      | 3. Sep. 2006        | Bernard Weber   | Katja Früh, Daniel Howald |
| 255        | 3         | Hinter Gittern         | 10. Sep. 2006       | Bernard Weber   | Katja Früh, Daniel Howald |
| 256        | 4         | Big Deal               | 17. Sep. 2006       | Bernard Weber   | Katja Früh, Marcel Gisler |
| 257        | 5         | Die Rebellin           | 24. Sep. 2006       | Bernard Weber   | Katja Früh, Marcel Gisler |
| 258        | 6         | Villa Kunterbunt       | 1. Okt. 2006        | Bernard Weber   | Katja Früh, Eva Vitija    |
| 259        | 7         | Zwischen den Fronten   | 8. Okt. 2006        | Bernard Weber   | Katja Früh, Eva Vitija    |
| 260        | 8         | Fluchthilfe            | 15. Okt. 2006       | Bernard Weber   | Katja Früh, Eva Vitija    |
| 261        | 9         | Besetzt                | 22. Okt. 2006       | Bernard Weber   | Christa Capaul            |
| 262        | 10        | Die Ohrfeige           | 29. Okt. 2006       | Bernard Weber   | Katja Früh                |
| 263        | 11        | Fahrt in die Nacht     | 5. Nov. 2006        | Bernard Weber   | Katja Früh                |
| 264        | 12        | Getrenne Wege          | 12. Nov. 2006       | Bernard Weber   | Katja Früh, Daniel Howald |
| 265        | 13        | Razzia                 | 19. Nov. 2006       | Ralph Bridle    | Katja Früh, Daniel Howald |
| 266        | 14        | Panik im Park          | 26. Nov. 2006       | Ralph Bridle    | Katja Früh, Daniel Howald |
| 267        | 15        | Terror                 | 3. Dez. 2006        | Ralph Bridle    | Katja Früh                |
| 268        | 16        | Der blinde Fleck       | 10. Dez. 2006       | Ralph Bridle    | Katja Früh                |
| 269        | 17        | Obdachlos              | 17. Dez. 2006       | Ralph Bridle    | Katja Früh, Marcel Gisler |
| 270        | 18        | In flagranti           | 7. Jan. 2007        | Ralph Bridle    | Katja Früh, Marcel Gisler |
| 271        | 19        | Die Unterschrift       | 14. Jan. 2007       | Ralph Bridle    | Katja Früh, Marcel Gisler |
| 272        | 20        | Big Boss               | 21. Jan. 2007       | Ralph Bridle    | Christa Capaul            |
| 273        | 21        | In fremden Händen      | 28. Jan. 2007       | Ralph Bridle    | Christa Capaul            |
| 274        | 22        | Die Neue               | 4. Feb. 2007        | Ralph Bridle    | Katja Früh, Daniel Howald |
| 275        | 23        | Bitterer Sieg          | 11. Feb. 2007       | Ralph Bridle    | Katja Früh, Daniel Howald |
| 276        | 24        | Bewegte Männer         | 18. Feb. 2007       | Ralph Bridle    | Katja Früh                |
| 277        | 25        | Orchideen für Julia    | 25. Feb. 2007       | Stephan Schmuki | Katja Früh, Daniel Howald |
| 278        | 26        | Grausame Rache         | 4. März 2007        | Stephan Schmuki | Katja Früh, Daniel Howald |
| 279        | 27        | Blackout               | 11. März 2007       | Stephan Schmuki | Katja Früh, Eva Vitija    |
| 280        | 28        | Komplott im Penthouse  | 18. März 2007       | Stephan Schmuki | Katja Früh, Eva Vitija    |
| 281        | 29        | Vergessen und verloren | 25. März 2007       | Stephan Schmuki | Katja Früh, Eva Vitija    |
| 282        | 30        | Peinliches Date        | 1. Apr. 2007        | Stephan Schmuki | Christa Capaul            |
| 283        | 31        | Ein abgekartetes Spiel | 8. Apr. 2007        | Stephan Schmuki | Katja Früh, Marcel Gisler |
| 284        | 32        | Hypnose                | 15. Apr. 2007       | Stephan Schmuki | Katja Früh, Marcel Gisler |
| 285        | 33        | Die Bekehrung          | 22. Apr. 2007       | Stephan Schmuki | Katja Früh, Marcel Gisler |
| 286        | 34        | Das Sushi-Geheimnis    | 29. Apr. 2007       | Stephan Schmuki | Katja Früh, Daniel Howald |
| 287        | 35        | Alle gegen Frick       | 6. Mai 2007         | Stephan Schmuki | Katja Früh, Daniel Howald |
| 288        | 36        | Goldene Hochzeit       | 13. Mai 2007        | Stephan Schmuki | Katja Früh                |